# Lsjbot
Lsjbot es un programa de creación automática de artículos en Wikipedia, o un bot de internet, desarrollado por Sverker Johansson para la Wikipedia en sueco. El bot hace especial énfasis en la creación de artículos sobre seres vivos y accidentes geográficos (como ríos, presas y montañas). Puede llegar a producir hasta 10.000 artículos por día. El bot es responsable de más de 9 millones de artículos, de los cuales, más de dos tercios aparecen en Wikipedia en cebuano (el idioma natal de la esposa de Johansson) y el otro tercio en la Wikipedia sueca. Lsjbot también ha contribuido de manera significativa en Wikidata.
Según su página de descripción en la Wikipedia sueca, Lsjbot estuvo activo en las Wikipedias sueca y samareña, y actualmente tan solo está activo en la Wikipedia en cebuano. Ha creado la mayoría de los artículos de Wikipedia en esos idiomas  (entre el 80% y el 99% del total).

## Historia

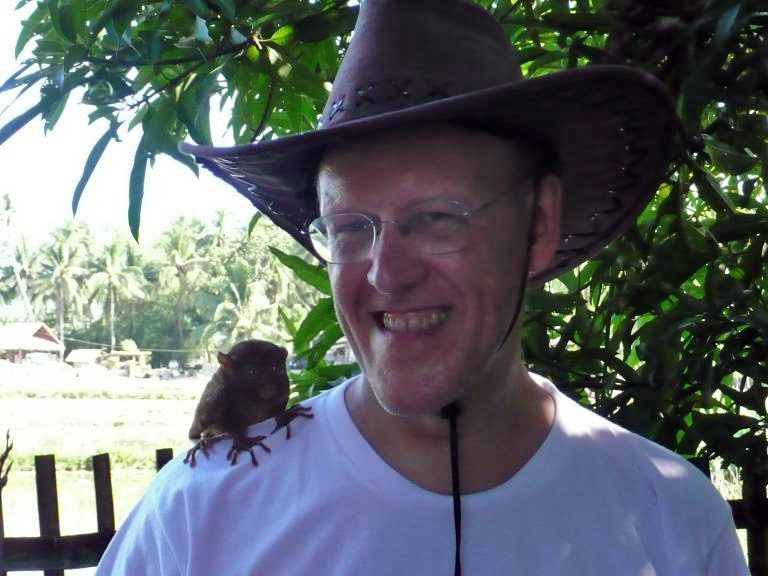
Sverker Johansson, desarrollador de Lsjbot, junto a un Carlito syrichta.

El 15 de junio de 2013 Lsjbot creó el millonésimo artículo en la Wikipedia sueca, la cual se convirtió en la octava lengua en alcanzar esa cantidad. Hasta ese punto Lsjbot había llegado a crear 454.000 artículos, casi la mitad de la Wikipedia sueca. A fecha de diciembre de 2020 la Wikipedia sueca se encuentra en la tercera posición en cuanto a número de artículos, después de la inglesa y la cebuana, con más de 2,7 millones de artículos generados.
En 2014 el bot llegó a generar un artículo esbozo para cada pájaro y hongo conocidos.
En febrero de 2020 el bot Lsjbot ha llegado a realizar más de 24 millones de 29,5 millones de ediciones en la Wikipedia en cebuano, ahora la segunda Wikipedia más grande del mundo, que tiene la particularidad que solo cinco de los 35 editores principales son humanos y que los 10 editores principales son bots. Sin embargo, Lsjbot ya no está creando nuevos artículos en las Wikipedias cebuana, sueca y sarameña. Sverker Johansson explicó que "hubo un cambio de opinión" dentro de las comunidades sueca y sarameña de Wikipedia y los editores no pudieron llegar a un consenso sobre la creación automática de artículos.
Otro proyecto es mejorar los artículos de la Wikipedia sueca sobre Filipinas. El bot podría crear esbozos de ciudades filipinas usando información de Wikipedia en tagalo.[cita requerida]
En otoño de 2016, Lsjbot se concentró en artículos sobre la geografía de Islandia para la Wikipedia sueca.[cita requerida]

## Controversia
Su funcionamiento ha generado cierta crítica ya que gran parte de los artículos generados no superan las 4 frases, por lo que son considerados esbozos. Otro problema de los artículos generados por bots es que no incluyen información como por ejemplo cómo se ve un animal y otras cosas importantes para las personas, carecen de toque humano. Por otro lado, todo el contenido que genera el bot Lsjbot está respaldado por referencias, lo que no ocurre con tanta frecuencia con el contenido generado por humanos.
Otro argumento utilizado para apoyar el uso del bot Lsjbot para crear artículos en cadena es que no hace distinción de género, por lo que disminuye en parte la brecha de género en Wikipedia. Según comentó el creador del bot Johansson, si el bot no escribiera los artículos "estarían escritos mayormente por jóvenes blancos y frikis que reflejarían los intereses masculinos".
Johansson dice que evita que el bot use bases de datos sobre temas en los que es probable que haya sesgos, como en el caso de las páginas de las empresas o de los políticos.